# 刑案偵訊室：西班牙
《刑案偵訊室：西班牙》（英語：Criminal: Spain）是一部西班牙刑偵獨立單元網路劇集，由凱·史密斯（Kay Smith）和吉姆·費爾德·史密斯開創，艾瑪·蘇亞雷斯、卡門·瑪芝和阿爾瓦羅·塞萬堤斯主演。《刑案偵訊室：西班牙》共3集，是12集《刑案偵訊室》的一部分，另外三部分別為《刑案偵訊室：英國》、《刑案偵訊室：法國》和《刑案偵訊室：德國》，四部均於2019年9月20日在Netflix首播。

## 演員與角色
- 艾瑪·蘇亞雷斯（英语：Emma Suárez）
- 卡門·瑪芝
- 阿爾瓦羅·塞萬堤斯（英语：Álvaro Cervantes）
- 荷黑·鮑許（Jorge Bosch）
- 荷西·安傑爾·埃吉多（英语：José Ángel Egido）
- Nuria Mencía
- Daniel Chamorro
- 瑪麗亞·莫拉萊斯（María Morales）
- 賈維·科爾（Javi Coll）
- 米洛·塔沃阿達（Milo Taboada）
- Inma Cuesta
- Eduard Fernández

## 劇集
| 集數 | 標題    | 譯名     | 導演 | 編劇 | 上線日期      |
| ---- | ------- | -------- | ---- | ---- | ------------- |
| 1    | Isabel  | 伊莎貝爾 | 待定 | 待定 | 2019年9月20日 |
| 2    | Carmen  | 卡門     | 待定 | 待定 | 2019年9月20日 |
| 3    | Carmelo | 卡梅洛   | 待定 | 待定 | 2019年9月20日 |

## 製作
《刑案偵訊室》的12集均在Netflix的馬德里製作中心拍攝完成。

## 宣傳與發行
《刑案偵訊室：西班牙》計劃於2019年9月20日於Netflix首播。

## 資料來源
1. 1 2 3  . Deadline.   [2019-08-09]. （原始内容存档于2020-11-08） （英国英语）.
2. ↑  . Radio Times.   [2019-08-09]. （原始内容存档于2019-08-09） （英国英语）.

## 外部連結
- 在Netflix上觀看《刑案偵訊室：西班牙》
- 互联网电影数据库（IMDb）上《刑案偵訊室：西班牙》的资料（英文）